# Leslie Deniz
Leslie Deniz (Estados Unidos, 25 de mayo de 1962) es una atleta estadounidense retirada, especializada en la prueba de lanzamiento de disco en la que llegó a ser subcampeona olímpica en 1984.

## Carrera deportiva
En los JJ. OO. de Los Ángeles 1984 ganó la medalla de plata en el lanzamiento de disco, llegando hasta los 64.86 m, tras la neerlandesa Ria Stalman y por delante de la rumana Florenţa Crăciunescu.